# Rhododendron canadense
Rhododendron canadense là một loài thực vật có hoa trong họ Thạch nam. Loài này được (L.) Britton, Sterns & Poggenb. miêu tả khoa học đầu tiên năm 1888.

## Hình ảnh

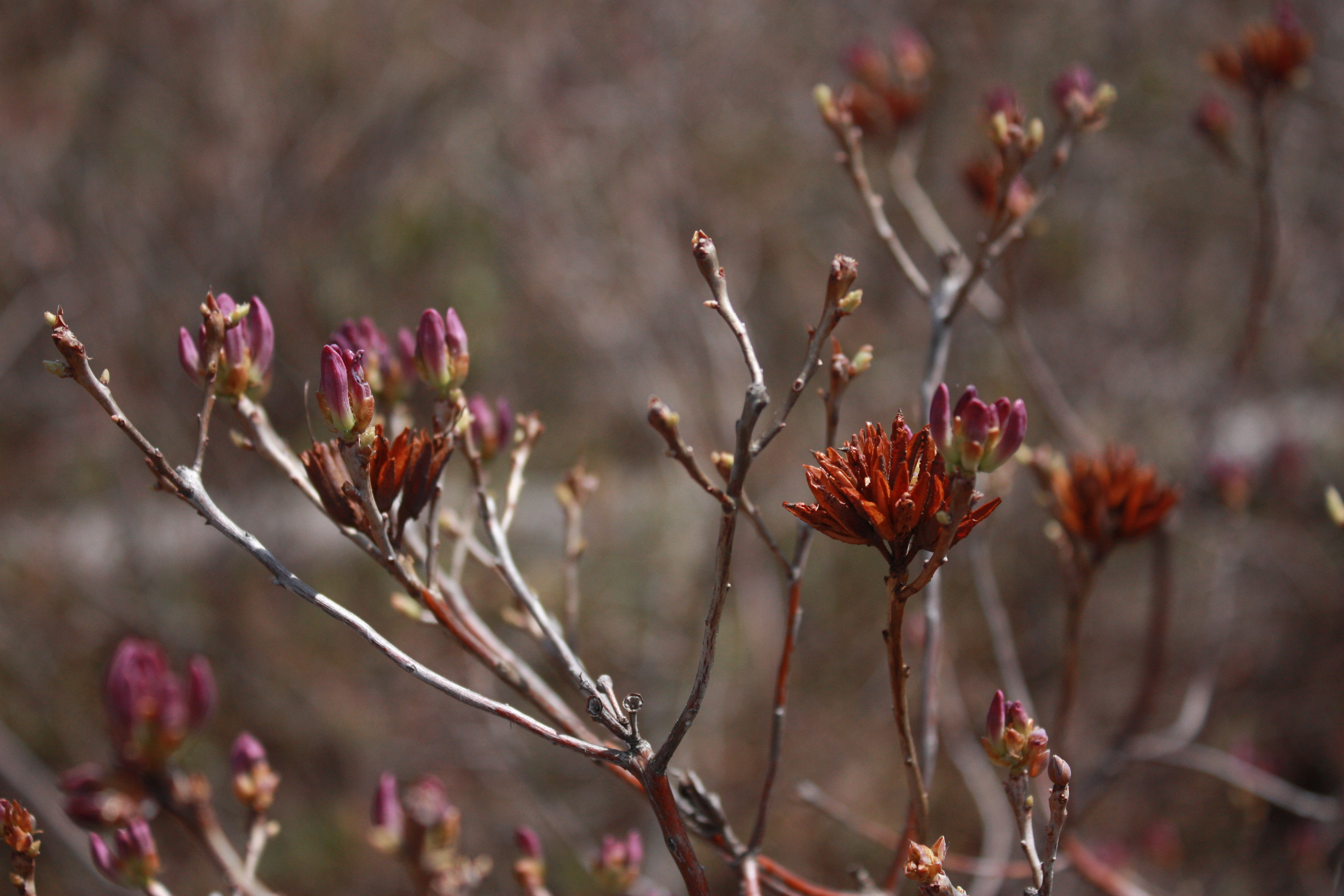
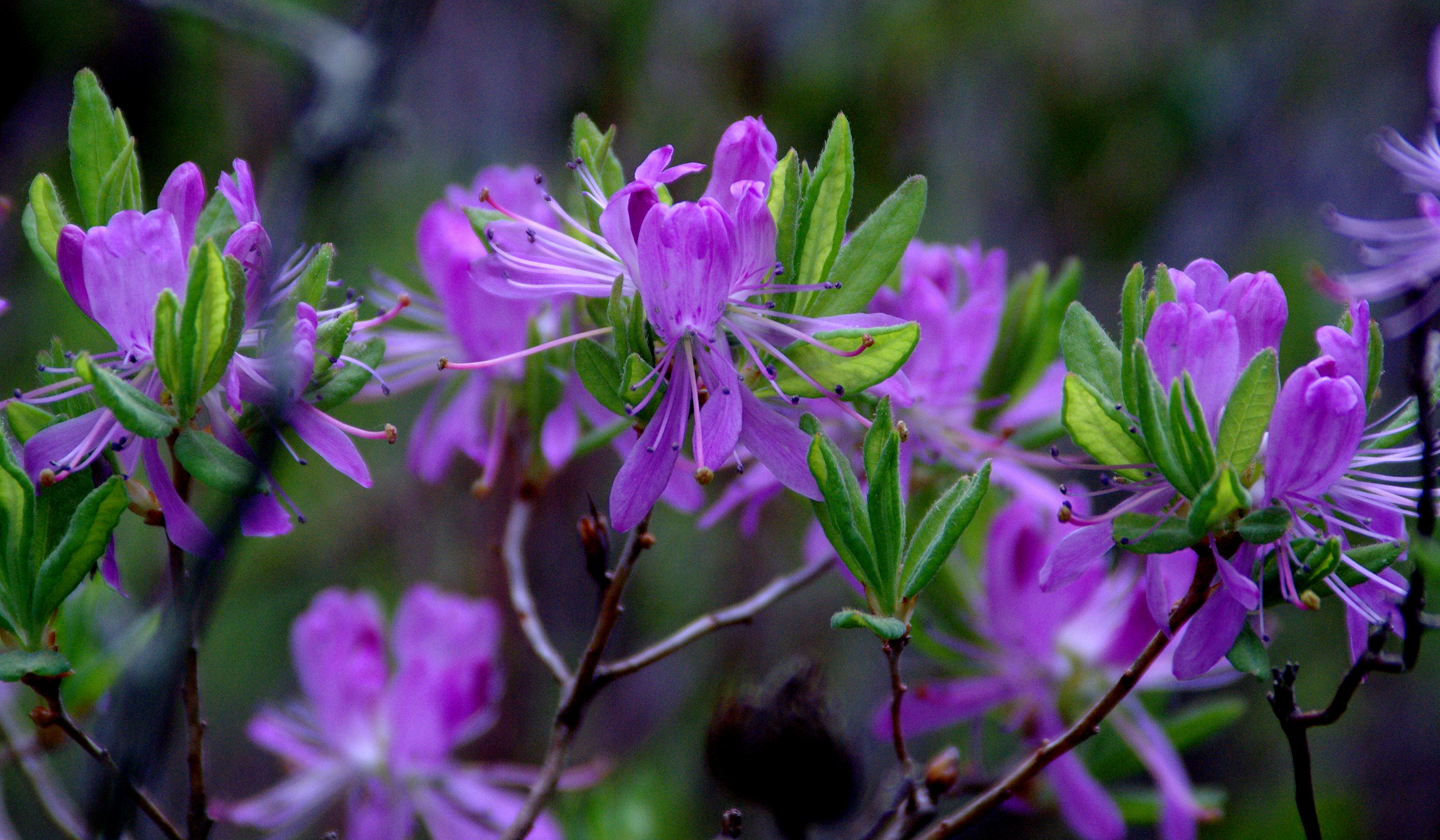
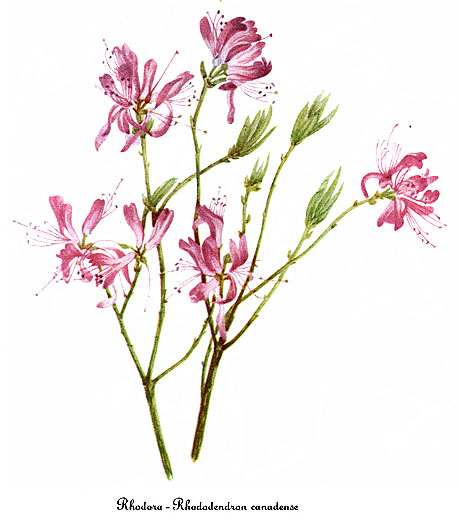